# Faisão-eperonier
O faisão-eperonier, também conhecido como faisão-pavão-cinzento, pavãozinho-cinzento, faisão-ocelado-cinzento ou faisão-esporeiro-de-chinquis (nome científico: Polyplectron bicalcaratum) é uma espécie de ave galiforme pertencente à família dos fasianídeos, que inclui os perdizes, tetrazes e afins. É a ave nacional de Myanmar, outrora conhecida como Birmânia. O faisão-eperonier e suas cinco subespécies podem ser encontrados nas florestas tropicais em todo Sudeste Asiático.
O faisão-eperonier tem sido amplamente criado como ave exótica em cativeiro e é possível encontrar exemplares espalhados por todo o mundo, dada sua fácil adaptação em praticamente todos os países de clima tropical e sua beleza exótica.

## Criação ornamental
Para a criação bem sucedida dessa espécie de faisão, é necessário um viveiro relativamente pequeno, se comparado às determinações necessárias para a criação da maioria das outras espécies. O tamanho mínimo para a implantação de um viveiro para o eperonier é de 2 m × 4 m × 2 m de altura, metade coberto para a proteção contra intempéries e com piso de areia.

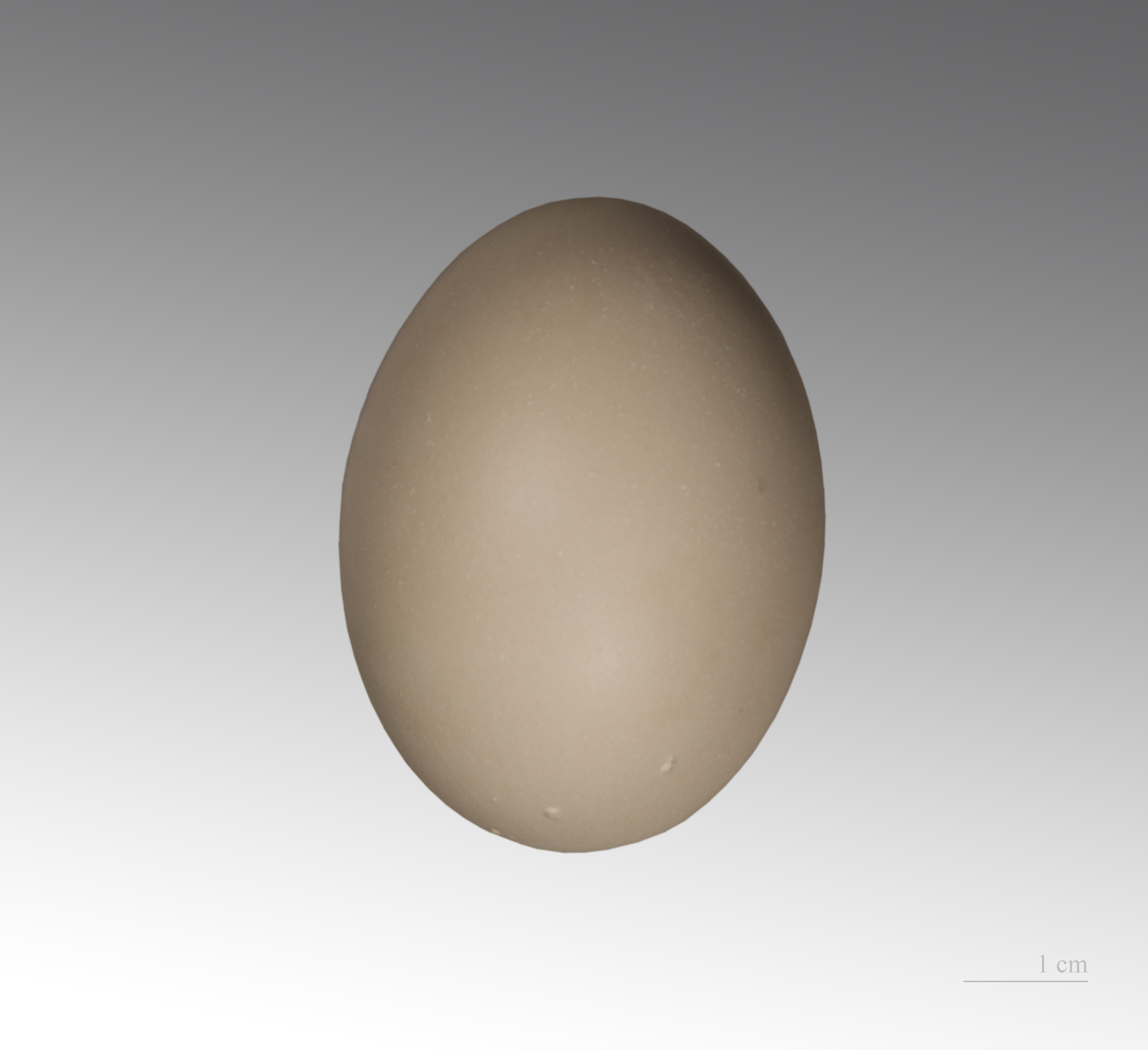
Polyplectron bicalcaratum

Sua postura varia entre oito a doze ovos, que eclodem em média em 21 dias.

## Subespécies
- P. b. bicalcaratum (Linnaeus, 1758)
- P. b. ghigii (Delacour & Jabouille, 1924)
- P. b. bailyi Lowe, 1925
- P. b. bakeri Lowe, 1925